# 萊夫利島
52°01′46″S 58°28′01″W / 52.02944°S 58.46694°W

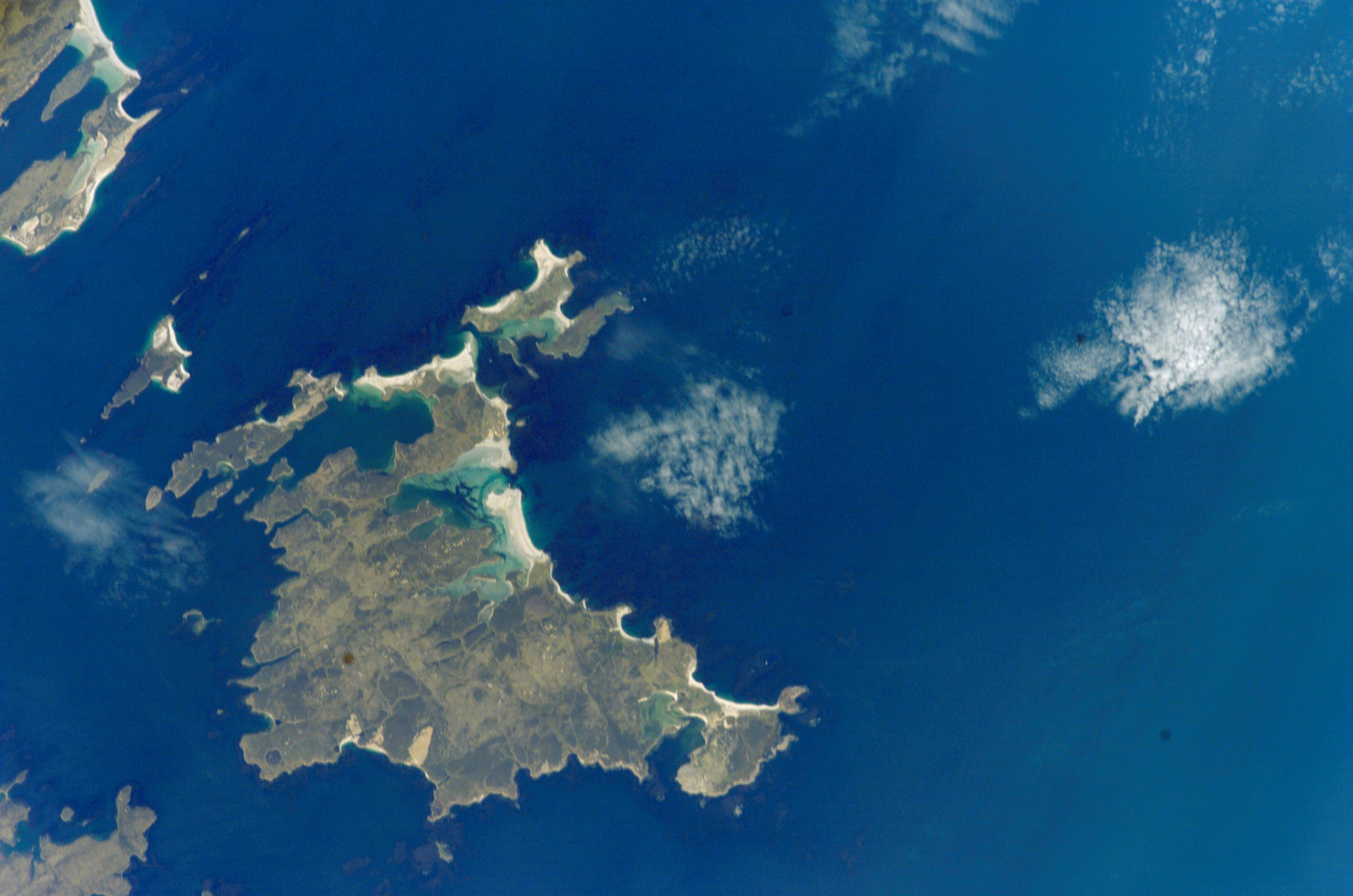

萊夫利島是英國海外領土福克蘭群島的島嶼，位於東福克蘭島以東的大西洋海域，面積254平方公里，最高點海拔高度37米，島上無人居住。

## 外部連結
- Satellite photo of Lively Island （页面存档备份，存于）